# Taleporia clandestinella
Taleporia clandestinella är en fjärilsart som beskrevs av Philipp Christoph Zeller 1852. Taleporia clandestinella ingår i släktet Taleporia och familjen säckspinnare. Inga underarter finns listade i Catalogue of Life.